# Комната Рузвельта
Комната Рузвельта (англ. Roosevelt Room) — конференц-зал в Западном крыле Белого дома, официальное основное рабочее место Президента Соединенных Штатов. Расположена почти в центре Западного крыла, рядом с Овальным кабинетом. Названа так в 1969 году президентом Ричардом Никсоном в честь двух президентов США — Теодора Рузвельта и Франклина Рузвельта (первый — построил Западное крыло, второй — его расширил).

## История

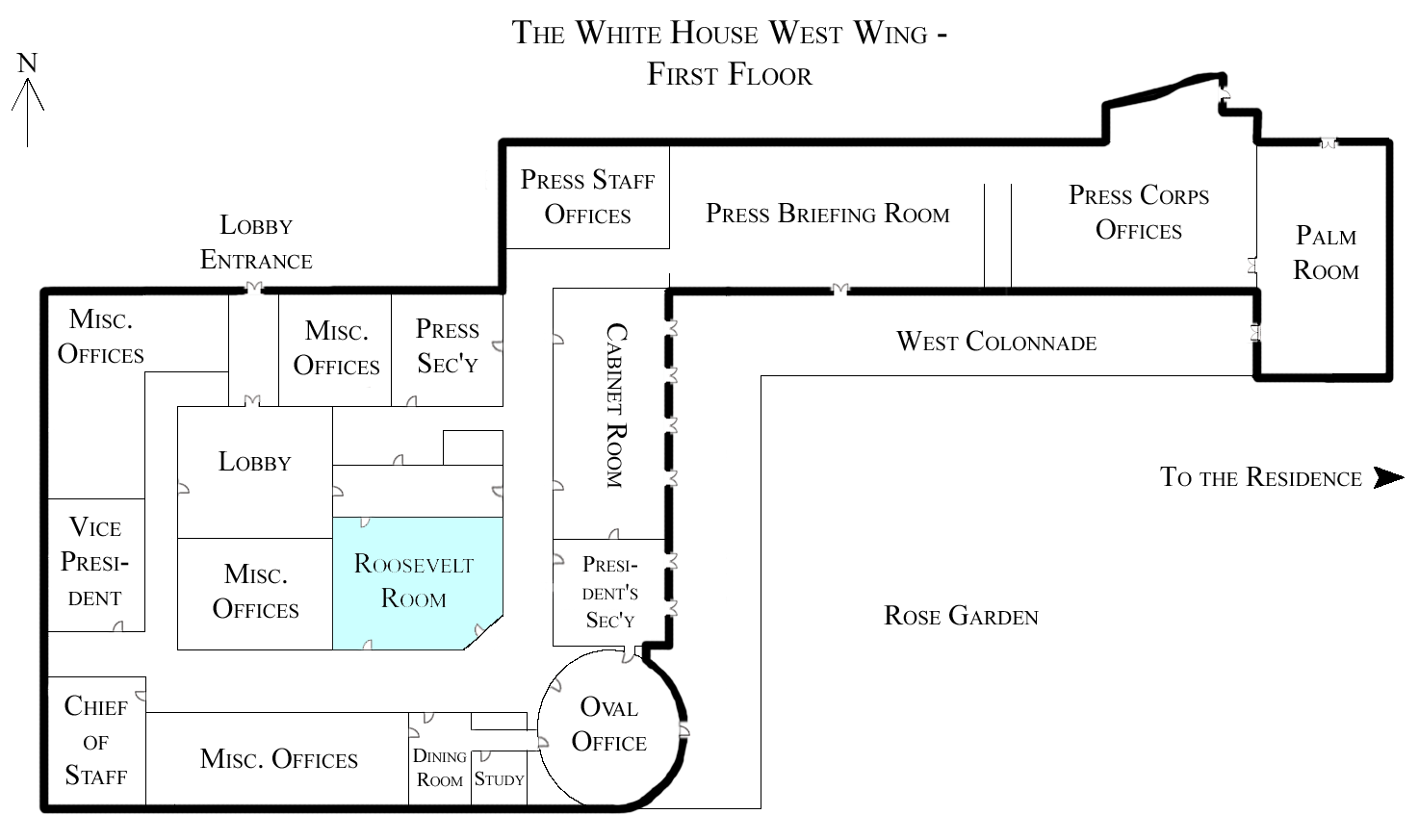
Расположение комнаты Рузвельта (выделена голубым цветом) на плане первого этажа западного крыла

Американский архитектор Чарльз МакКим, нанятый президентом Теодором Рузвельтом, изменил планировку Белого дома и использование его помещений. Это включало строительство Западного крыла (в 1902 году) и перемещение сюда некоторых офисов из центральной части Белого дома. Затем некоторые изменения в комнате произвел президент Уильям Говард Тафт, а после пожара 29 декабря 1929 года свои изменения сделал Герберт Гувер. В 1933 году, с началом работы администрации Франклина Рузвельта, президента, передвигавшегося в инвалидном кресле, архитектору Эрику Гаглеру было поручено приспособить это помещение для Рузвельта.
Комната Рузвельта используется в настоящее время для служебных совещаний, а также при встрече крупных делегаций перед их входом в Овальный кабинет президента США.
В комнате есть портреты обоих президентов, периодически меняющиеся местами. Когда у власти находится президент-республиканец, портрет Теодора (художник Таде Стыка) висит над камином, а Франклина (художник Альфред Жоннио) — на южной стене, при президенте-демократе — всё наоборот. Эта традиция нарушалась единожды только при Билле Клинтоне, который решил оставить Теодора Рузвельта над камином, ничего не меняя.

Фотогалерея
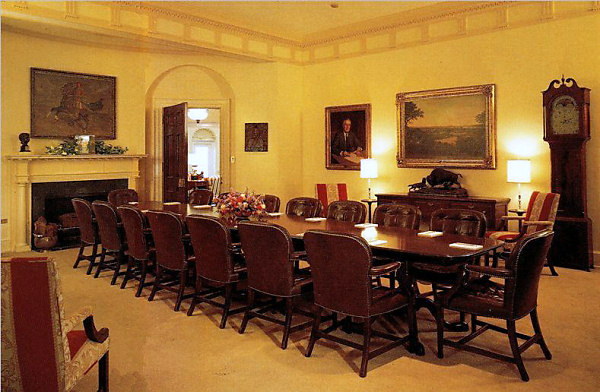
Комната во время правления Билла Клинтона
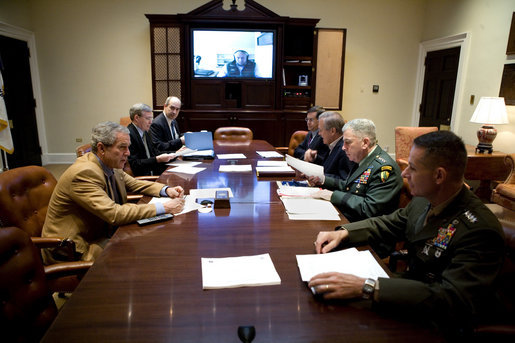
Телеконференция Джорджа Буша в комнате Рузвельта
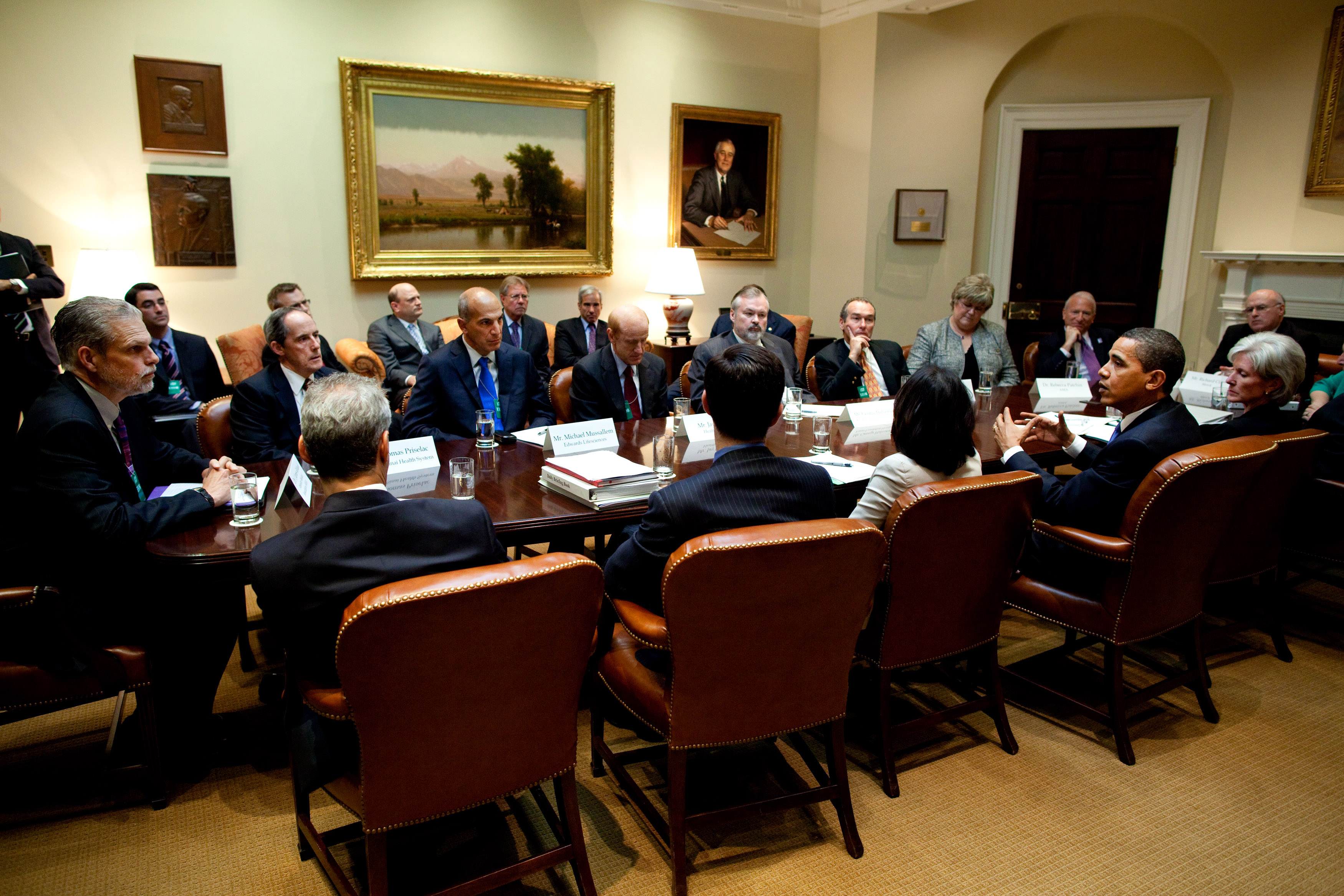
Администрация Барака Обамы в комнате Рузвельта